# 札幌市立資生館小学校

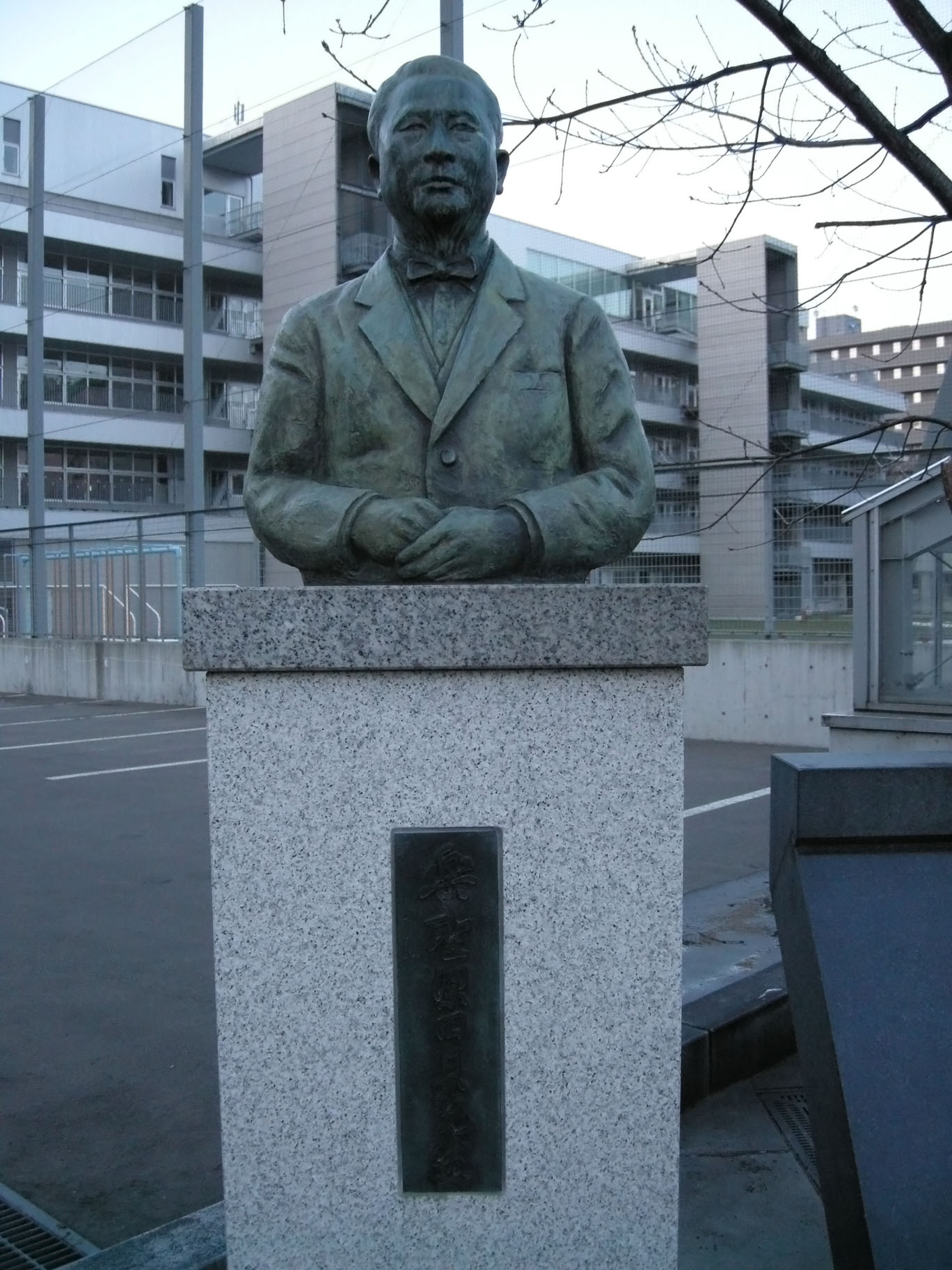
敷地内の梁田貞像

札幌市立資生館小学校（さっぽろしりつ しせいかんしょうがっこう）は、北海道札幌市中央区南3条西7丁目にある公立小学校。

## 概要
児童数減少により2000年（平成12年）5月時点でそれぞれ6学級（各学年1学級）となっていた、札幌市中心部の創成小学校、大通小学校、豊水小学校、曙小学校を統合し、2004年（平成16年）4月に創成小学校跡地に開校した。統合に際し、各学校ではPTAを中心に反対運動が起きた。校舎は地下1階、地上5階建てで、ミニ児童館・子育て支援総合センター・保育所が併設されている。校名は、開拓使が1871年（明治4年）に開設し、統合された4校すべての起源となった教育施設「資生館」の名に由来する。
2022年（令和4年）4月に、同校内に北海道初の公立夜間中学となる札幌市立星友館中学校が開校した。

## 沿革
- 2002年（平成14年）度 - 札幌市教育委員会は、札幌都心部統合小学校名を「札幌市立資生館小学校」と決定。
- 2003年（平成15年）度 - 開校事務所開設。資生館小学校開校式挙行し、開校祝賀会開催。
- 2004年（平成16年）4月 - 始業式と第1回入学式挙行。
- 2005年（平成17年）3月 - 第1回卒業証書授与式挙行。
- 2006年（平成18年）度 - 当時の天皇・皇后が行幸啓。
- 2013年（平成25年）度 - 札幌アーティスト・イン・スクール事業。資生館10周年記念式典挙行し、祝う会・講演会開催。
- 2020年（令和2年）度 - 新型コロナウイルス感染症拡大による臨時休校。
- 2021年（令和3年）度 - 星友館中学校開設準備室を視聴覚室に設置。
- 2022年（令和4年）4月[4] - 星友館中学校開校。

## 通学区域
出典
- 大通西1丁目～19丁目
- 大通東1丁目
- 南1条西1丁目～12丁目
- 南2条西1丁目～12丁目
- 南3条西1丁目～12丁目
- 南4条西1丁目～12丁目
- 南5条西1丁目～12丁目
- 南6条西1丁目～12丁目
- 南7条西1丁目～12丁目
- 南8条西1丁目～12丁目
- 南9条西1丁目～12丁目
- 南10条西1丁目～3丁目
- 南10条西6丁目～12丁目
- 南11条西1丁目
- 南11条西6丁目～12丁目
- 南12条西1丁目
- 南13条西1丁目
- 南14条西1丁目
- 南15条西1丁目
- 南16条西1丁目
- 中島公園
- 南1条東1丁目
- 南2条東1丁目
- 南3条東1丁目
- 南4条東1丁目
- 南5条東1丁目～4丁目
- 南6条東1丁目～3丁目
- 南7条東1丁目～2丁目
- 北1条西1丁目～14丁目
- 北1条西15丁目（1番地(3号、5～6号、22号)）　
  - 1番地3号については、道道宮の沢北一条線以南の地域。
- 北1条西16丁目（1番地(1号、3号、5～6号、11～12号、16～19号、27～31号、34～37号、49号)）
  - 1番地3号については、道道宮の沢北一条線以南の地域。
- 北1条西17丁目（1番地）
- 北1条西18丁目（1番地(1号、21号、34～36号、38～48号、51号)）
- 北1条西19丁目（1番地）
- 北2条西1丁目～14丁目
- 北3条西1丁目～14丁目
- 北4条西1丁目～14丁目
- 北5条西1丁目～9丁目

上記区域のうち、下記の区域は二条小学校と選択できる指定変更区域。
- 大通西14丁目～19丁目
- 北1条西14丁目
- 北1条西15丁目（1番地(3号、5～6号、22号)）
  - 1番地3号については、道道宮の沢北一条線以南の地域。
- 北1条西16丁目（1番地(1号、3号、5～6号、11～12号、16～19号、27～31号、34～37号、49号)）
  - 1番地3号については、道道宮の沢北一条線以南の地域。
- 北1条西17丁目（1番地）
- 北1条西18丁目（1番地(1号、21号、34～36号、38～48号、51号)）
- 北1条西19丁目（1番地）

上記区域のうち、下記の区域は中央小学校と選択できる指定変更区域。
- 南5条東1丁目～4丁目
- 南6条東1丁目～3丁目
- 南7条東1丁目～2丁目

上記区域のうち、下記の区域は幌南小学校と選択できる指定変更区域。
- 南14条西1丁目
- 南15条西1丁目
- 南16条西1丁目

上記区域のうち、下記の区域は山鼻小学校と選択できる指定変更区域。
- 南11条西6丁目（2番）
- 南11条西7丁目（2番～3番）
- 南11条西8丁目（2番）
- 南11条西9丁目（3番）
- 南11条西10丁目（2番）
- 南11条西11丁目（2番）
- 南11条西12丁目（2番）

## 周辺
- 札幌市しせいかん保育園 - 進学前保育園
- 札幌市子育て総合支援センター
- 札幌市立星友館中学校 - 夜間中学校
  - 上記3施設は、全て同一建物内。
- 北海道警札幌方面本部中央警察署南三条交番 - 同一敷地内。
- ホテルニューパジェット札幌 - 西7丁目通（札幌市道）をはさんで、敷地が隣接。
- 札幌市電山鼻線資生館小学校前停留場
- じょうてつバス 「資生館小学校前」停留所
- 南三条グランドビル
  - シアターキノ（映画館）
- 社会医療法人北海道恵愛会札幌南三条病院
- アパホテル札幌すすきの駅西
- セブンイレブン札幌南4条西7丁目店
- セイコーマート南4条店
  - 上記以外のコンビニも点在する。
- 狸小路商店街

## アクセス
- 札幌市電山鼻線資生館小学校前停留場より
  - すすきの方面のりばから、徒歩約115m・約2分。
  - 山鼻・東屯田方面のりばから、徒歩約130m・約2分。
- じょうてつバス「南55」系統で、「資生館小学校前」停留所下車後、
  - 藻岩・川沿方面のりばから、徒歩約145m・約数分。
  - 札幌駅方面のりばから、約170m・約3分。
- なお、電停・バス停共、学校敷地はすぐ近くだが、ページトップにある画像の学校正門までは、少し距離がある。